# Сенез
Сене́з (фр. Senez, окс. Seneç) — коммуна во Франции, находится в регионе Прованс — Альпы — Лазурный Берег. Департамент коммуны — Альпы Верхнего Прованса. Входит в состав кантона Баррем. Округ коммуны — Динь-ле-Бен.
Код INSEE коммуны — 04204.

## Население
Население коммуны на 2008 год составляло 186 человек.
| 1962 | 1968 | 1975 | 1982 | 1990 | 1999 | 2008 |
| ---- | ---- | ---- | ---- | ---- | ---- | ---- |
| 172  | 174  | 134  | 153  | 121  | 145  | 186  |

## Экономика
В 2007 году среди 94 человек в трудоспособном возрасте (15—64 лет) 66 были экономически активными, 28 — неактивными (показатель активности — 70,2 %, в 1999 году было 67,8 %). Из 66 активных работали 58 человек (34 мужчины и 24 женщины), безработных было 8 (5 мужчин и 3 женщины). Среди 28 неактивных 17 человек были пенсионерами, 11 были неактивными по другим причинам.

## Достопримечательности
- Мост через реку Асс (1770 год)
- Фонтан Лампьер (1642 год), исторический памятник
- Бывший кафедральный собор Успения Божьей Матери в провансальском романском стиле
- Семинария (1644 год)
- Церковь Сен-Лоран
- Часовня Нотр-Дам-де-Кло

## Фотогалерея

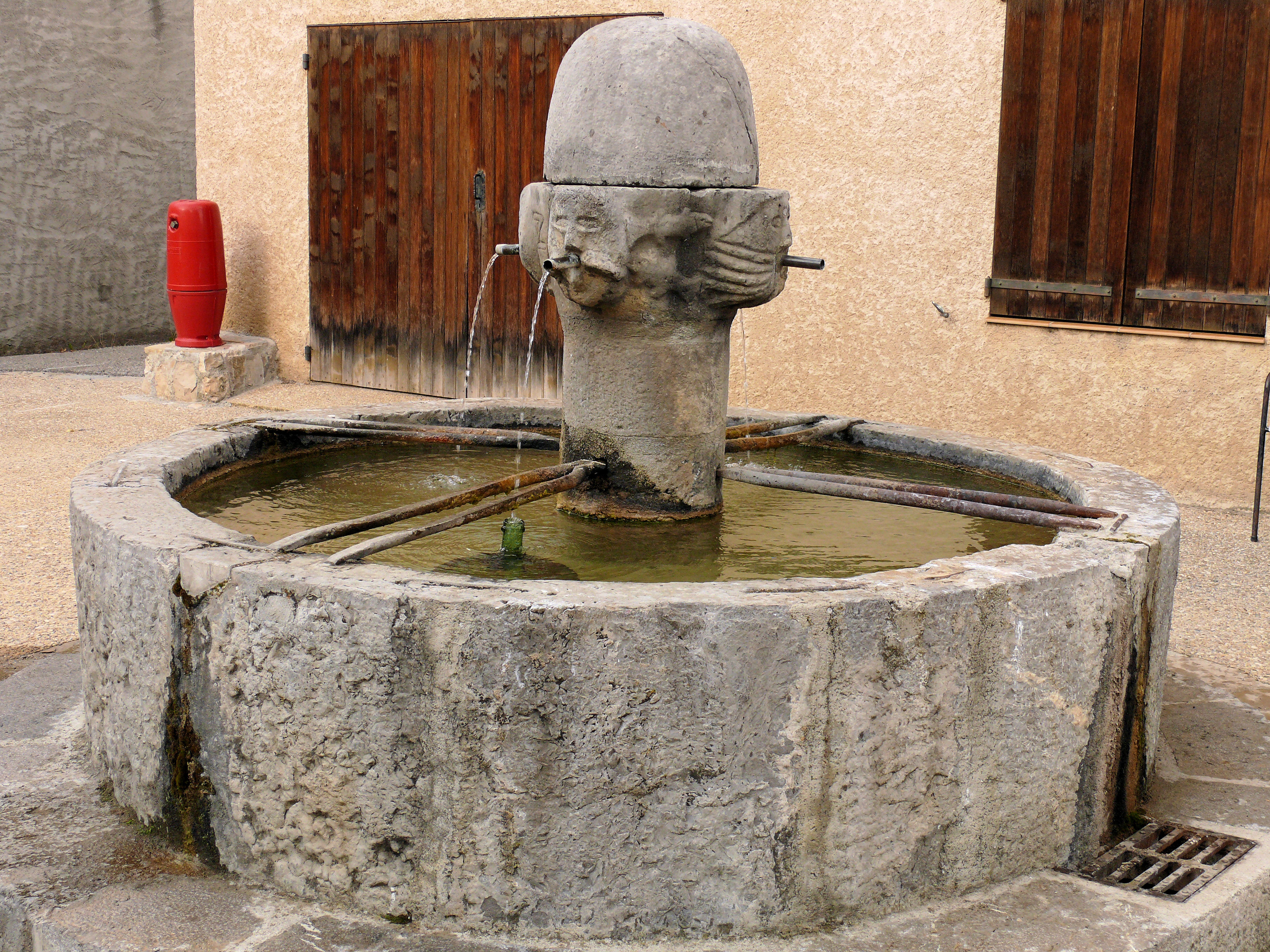
Фонтан Лампьер
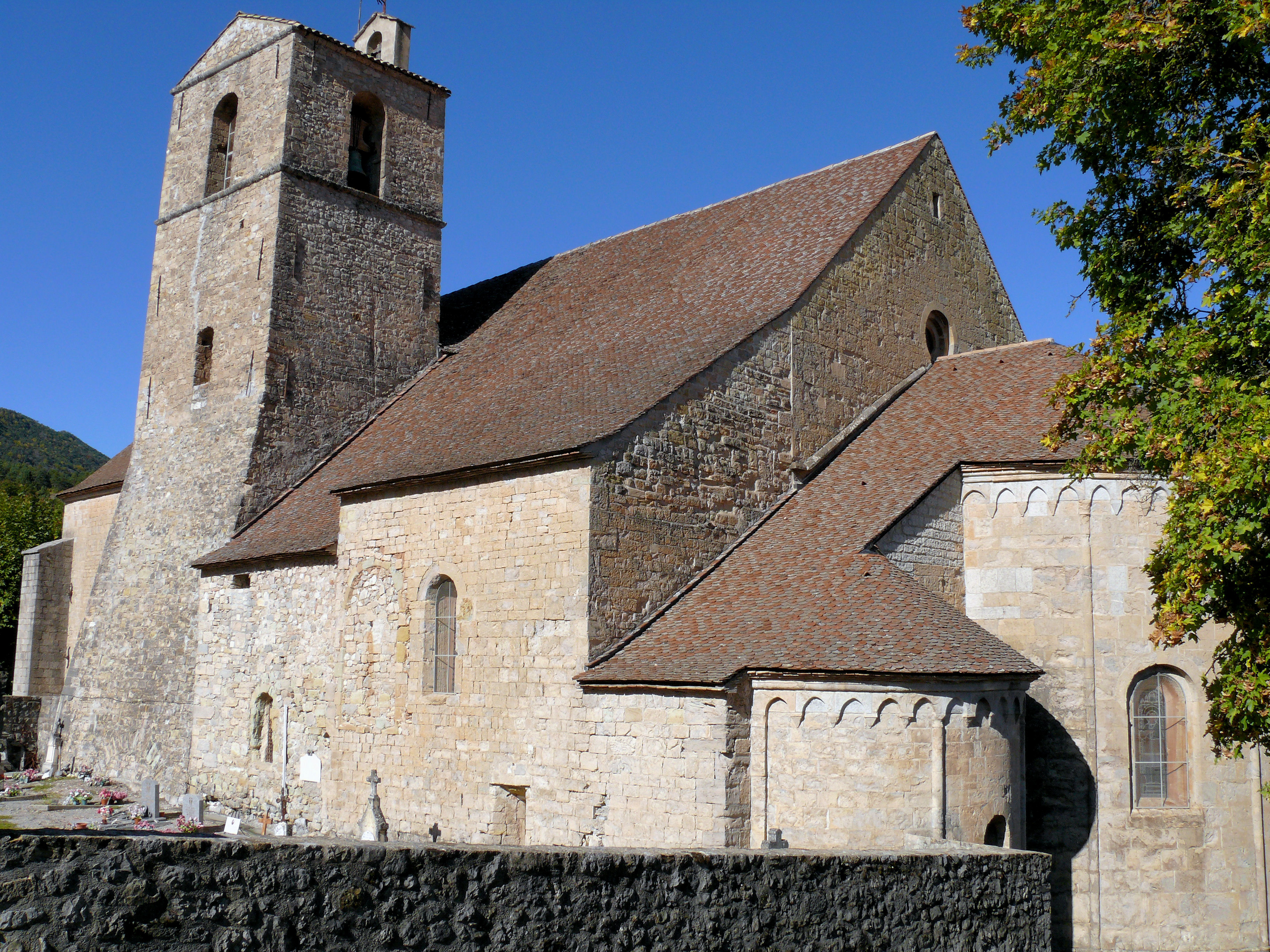
Собор Успения Божьей Матери
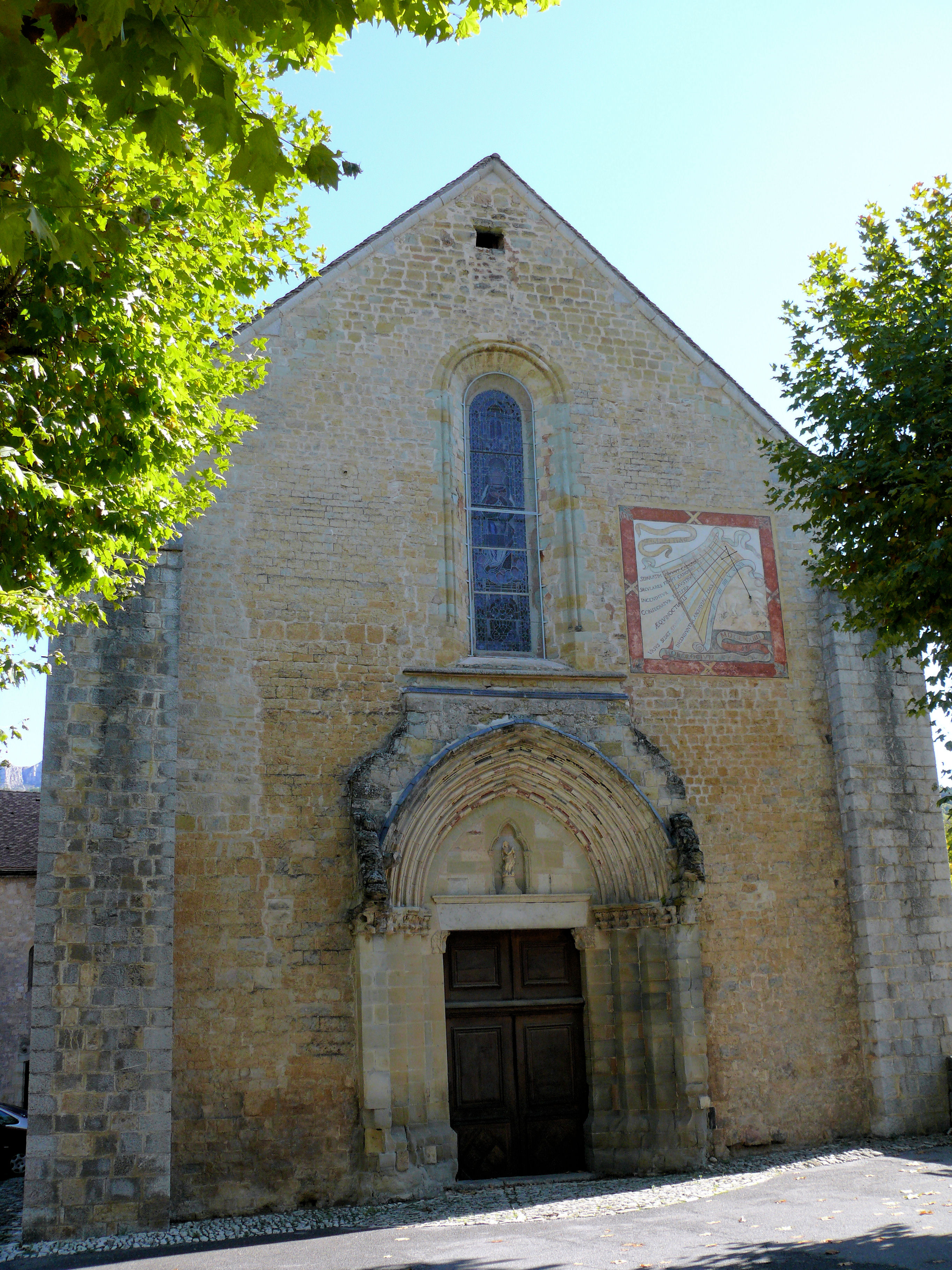
Собор Успения Божьей Матери